# Lena T. Hansson
Lena Teresia Hansson (født 18. maj 1955 i Kungsholmen, Stockholm) er en svensk skuespiller. Hun studerede i Teaterhögskolan i Stockholm. Hun har siden 1990 været samlever med Peter Haber.

## Udvalgt filmografi
- En enkel melodi (1974)
- En fyr og hans pige (1975)
- Mamma (1982)
- Brødrene Mozart (1986)
- Min elskede - Amorosa (1986)
- Jim og piraterne (1987)
- Livsfarlig film (1988)
- Xerxes (tv-serie, 1988)
- At hoppe højest (kortfilm, 1989)
- Kodenavn: Coq Rouge (1989)
- Tre kärlekar (tv-serie, 1989-1991)
- Den gode vilje (1992)
- Jönssonligan & den svarta diamanten (1992)
- Strisser, strisser (1993)
- Ni bad om det (tv-serie, 1994)
- Lilla Jönssonligan och cornflakeskuppen (1996)
- Beck (tv-serie, 1998)
- Kvinden i det låste værelse (tv-serie, 1998)
- Olivia Twist (tv-serie, 2002)
- Paradiset (2003)
- Små mirakler og store (2006)
- Hjerteslag (tv-serie, 2008)
- Englegård - alle gode gange 3 (2010)
- Frøken Frimans krig (tv-serie, 2013-2017)
- Andet gennemløb (tv-serie, 2018-2019)